# مجله شیمی فیزیک
مجله شیمی فیزیک یک مجله علمی است که پژوهشگران حوزه فیزیک شیمی مقالات خود در آن انتشار می‌دهند. این مجله همه ساله توسط مؤسسه فیزیک آمریکا در ۲۴ شماره منتشر می‌شود. نخستین شماره این مجله در سال ۱۹۳۳ منتشر شده است.